# Cantó de Lo Borg dau Peatge
El cantó de Lo Borg dau Peatge és un cantó francès del departament de la Droma, situat al districte de Valença. Té 15 municipis i el cap és Lo Borg dau Peatge.

## Municipis
- Les Aleissans
- Barbières
- La Baume-d'Hostun
- Beauregard-Baret
- Besaias
- Lo Borg dau Peatge
- Charpey
- Chastelnòu d'Isèra
- Chatuzange-le-Goubet
- Eymeux
- Ostun
- Jalhan
- Marches
- Rochefort-Samson
- Saint-Vincent-la-Commanderie

| Data d'elecció                           | Identitat        | Partit | Qualitat |
| ---------------------------------------- | ---------------- | ------ | -------- |
| 1949-1988                                | Henri Durand     | CNI    |          |
| 1988-                                    | Didier Guillaume | PS     |          |
| les dades anteriors no són pas conegudes |                  |        |          |